# Časoslov opatice Čike
Časoslov opatice Čike, prva hrvatska rukopisna knjiga nastala oko 1066., a djelo je opatice Čike, utemeljiteljice benediktinskog samostana u Zadru. To je prvi europski molitvenik za osobne potrebe. Pisan je latinskim jezikom, beneventanom, urešen minijaturama i inicijalima. Časoslov je nastao u skriptoriju sv. Krševana, ima 153 lista, a izvornik se čuva u Bodleian Library u Oxfordu.
2002. u Zagrebu je izdano faksimilirano i kritičko izdanje teksta, koje je priredio Marijan Grgić, koji je na Časoslovu i doktorirao 1976. na Zagrebačkom sveučilištu.